# The Beatles’ 1965 UK Tour
The Beatles’ 1965 UK Tour – piąta trasa koncertowa grupy muzycznej The Beatles; w jej trakcie odbyło się osiemnaście koncertów.

## Program koncertów
1. "I Feel Fine"
2. "She’s a Woman"
3. "If I Needed Someone"
4. "Act Naturally"
5. "Nowhere Man"
6. "Baby's in Black"
7. "Help!"
8. "We Can Work It Out"
9. "Yesterday"
10. "Day Tripper"
11. "I'm Down"

## Lista koncertów
1. 3 grudnia 1965 – Glasgow, Szkocja – Odeon Cinema (dwa koncerty)
2. 4 grudnia 1965 – Newcastle-upon-Tyne, Anglia – Newcastle City Hall (dwa koncerty)
3. 5 grudnia 1965 – Liverpool, Anglia – Empire Theatre (dwa koncerty)
4. 7 grudnia 1965 – Manchester, Anglia – Ardwick ABC Cinema (dwa koncerty)
5. 8 grudnia 1965 – Sheffield, Anglia – Gaumont Cinema (dwa koncerty)
6. 9 grudnia 1965 – Birmingham, Anglia – Odeon Cinema (dwa koncerty)
7. 10 grudnia 1965 – Londyn, Anglia – Hammersmith Odeon (dwa koncerty)
8. 11 grudnia 1965 – Londyn, Anglia – Finsbury Park Astoria (dwa koncerty)
9. 12 grudnia 1965 – Cardiff, Walia – Capitol Cinema (dwa koncerty)